# Valverde de la Vera
Valverde de la Vera (extremadurai nyelven Val-Verdi dela Vera) település Spanyolországban, Cáceres tartományban. Valverde de la Vera Talayuela, Losar de la Vera, Talaveruela de la Vera, Navalonguilla és Villanueva de la Vera községekkel határos. Lakosainak száma 448 fő (2024).

## Népesség
A település népessége az elmúlt években az alábbi módon változott:
| Lakosok száma | 570  | 614  | 612  | 588  | 574  | 522  | 503  | 483  | 438  | 448  |
|               | 2001 | 2004 | 2006 | 2009 | 2011 | 2014 | 2016 | 2019 | 2021 | 2024 |